# Iván Cornejo
Iván Cornejo (Riverside, 5 giugno 2004) è un cantante statunitense di origini messicane.

## Biografia
Iván Cornejo ha fatto il suo esordio nel mondo discografico con l'album in studio Alma vacía (2021), classificatosi nella Billboard 200. L'anno successivo viene reso disponibile per il consumo il secondo LP, intitolato Dañado; premiato con un Billboard Latin Music Award, ha raggiunto la 28ª posizione della classifica nazionale ed è stato certificato quintuplo platino dalla Recording Industry Association of America. Nella prima metà del 2023 è stato impegnato con una tournée a supporto dell'album.
Nel luglio 2024 Cornejo ha fatto ritorno sulle scene musicali col terzo LP Mirada; si tratta del suo progetto miglior posizionato nella Billboard 200 (17º posto).

## Discografia

### Album in studio
- 2021 – Alma vacía
- 2022 – Dañado
- 2024 – Mirada

### Singoli
- 2020 – Noche de relajo
- 2021 – Llamadas perdidas
- 2021 – Corazón frío
- 2021 – El greñas mentado
- 2021 – El de Houston (con il Grupo Los de la O)
- 2022 – Perro abandonado
- 2022 – Triste (con Polo González)
- 2022 – Inseparables (con Yahritza y Su Esencia)
- 2023 – Aquí te espero
- 2023 – Dónde estás
- 2024 – Baby Please
- 2024 – Intercambio injusto